# Stemvork

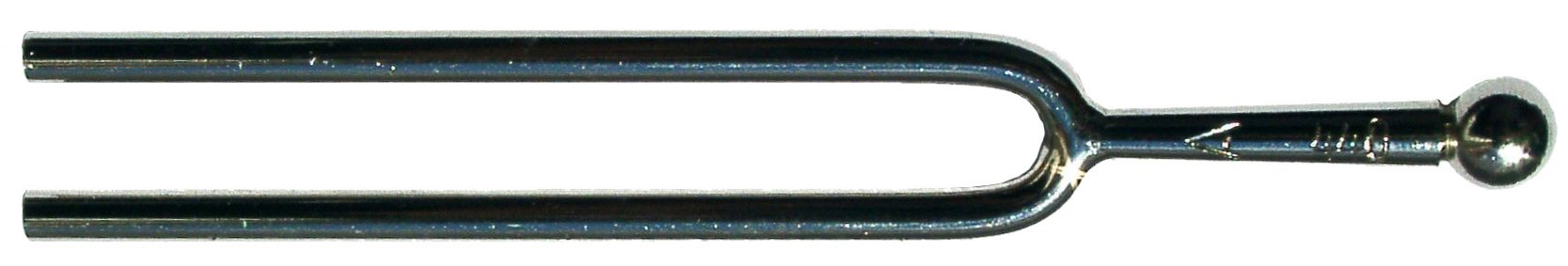
Stemvork (440 Hz)

Een stemvork of diapason is een tweetandige, metalen vork die bij trilling een toon voortbrengt met een nauwkeurig bekende stemtoonhoogte. Een stemvork wordt zo geconstrueerd dat de voortgebrachte toon nauwelijks afhangt van de temperatuur en de luchtvochtigheidsgraad. Een goede stemvork produceert nauwelijks boventonen, dus het geluid benadert een reine sinustrilling. Sommige stemvorken bezitten een verschuifbare metalen klem zodat andere tonen dan de standaard frequentie, die doorgaans 440 of 880 hertz is, kunnen worden weergegeven.
De uitvinding van de stemvork wordt toegedicht aan John Shore in 1711. John Shore was Sergeant-Trompettist aan het Engelse Hof. Zowel Purcell als Händel schreven trompetpartijen speciaal voor hem.
Een stemvork wordt gebruikt om een muziekinstrument te stemmen. De met de stemtoonhoogte overeenkomende toon van het muziekinstrument wordt zo ingesteld - gestemd - dat deze met de toon van de stemvork overeenkomt. Zangers gebruiken soms een stemvork om de juiste toon te treffen.
De meeste stemvorken zijn gestemd op de kamertoon, de a', met (tegenwoordig) een frequentie van 440 Hz. Er bestaan ook stemvorken voor andere stemhoogten, ook voor andere toonhoogten dan a'.
Om de zachte toon van een stemvork goed te horen, wordt de stemvork met het ronde uiteinde wel tegen het hoofd gehouden (beengeleiding), op een resonator gemonteerd of op een tafelblad gedrukt.

## Werking
De werking van een stemvork is een goed voorbeeld van mechanische Resonantie (natuurkunde) waarbij de massa en veerconstante een resonantie veroorzaken en de demping vrij klein is.

## Horloges met stemvork
Eind jaren 50 zijn door de NASA uurwerken ontwikkeld, gebaseerd op een stemvork. In 1960 kwam het eerste horloge met stemvork uit, de Bulova Accutron.

## Overige muzikale toepassing
Een stemvork behoort, indien het als muziekinstrument beoordeeld wordt, tot de lamellofonen. In de Rhodes-piano dient een serie stemvorken als toonopwekker in plaats van de snaren die in gewone piano's gebruikelijk zijn. 